# Ctenichneumon punctiscuta
Ctenichneumon punctiscuta är en stekelart som beskrevs av Heinrich 1961. Ctenichneumon punctiscuta ingår i släktet Ctenichneumon och familjen brokparasitsteklar. Inga underarter finns listade i Catalogue of Life.